# Оно моје поноћно сунце
„Оно моје поноћно сунце” је југословенски кратки ТВ филм из 1981. године. Режирао га је Мирослав Јокић а сценарио је написао Слободан Ракитић.

## Улоге
| Глумац            | Улога |
| ----------------- | ----- |
| Маја Димитријевић |       |
| Милан Штрљић      |       |